# أم سلم
مركز أم سلم  هو مركزٌ إداري تابعٌ لمحافظة الرين في منطقة الرياض ، ويصنف من فئة (ب) ورمزه 1499.